# SPATA6L
SPATA6L (англ. Spermatogenesis associated 6 like) – білок, який кодується однойменним геном, розташованим у людей на 9-й хромосомі. Довжина поліпептидного ланцюга білка становить 392 амінокислот, а молекулярна маса — 45 058.
| 10         |  | 20         |  | 30         |  | 40         |  | 50         |
| ---------- |  | ---------- |  | ---------- |  | ---------- |  | ---------- |
| MPLEVVVELQ |  | IRAISCPGVF |  | LPGKQDVYLG |  | VYLMNQYLET |  | NSFPSAFPIM |
| IQESMRFEKV |  | FESAVDPGAV |  | VDLLEMWDEL |  | AYYEENTRDF |  | LFPEPKLTPS |
| HPRRCREVLM |  | KTALGFPGIA |  | PKIEFSTRTA |  | IRECVFLHRN |  | RFLEERHESR |
| RPLSTSHEPI |  | FPLNTIKMKL |  | KENNLNRLPK |  | GMQARAPSQY |  | STRHFFQDQP |
| AQLNLGNNFK |  | ISGGSKPPFV |  | VRHVDSAKPF |  | GENISEHHLR |  | RSRRKSKFSD |
| FPFPTRRASS |  | LDSLAANVKV |  | IKEPDERIVL |  | RSDSSSCLDS |  | SQFGKSSSSK |
| QGDADFHGKA |  | SFATYQHSTS |  | PGPLDQPLLR |  | ERFHPGSQST |  | WKNIHERVCS |
| LLTSHRAQLH |  | QNKEDSTSEV |  | NYIIERPSYP |  | LKKYSLHEQR |  | YF         |

A: Аланін

C: Цистеїн

D: Аспарагінова кислота

E: Глутамінова кислота

F: Фенілаланін

G: Гліцин

H: Гістидин

I: Ізолейцин

K: Лізин

L: Лейцин

M: Метіонін

N: Аспарагін

P: Пролін

Q: Глутамін

R: Аргінін

S: Серин

T: Треонін

V: Валін

W: Триптофан

Кодований геном білок за функцією належить до фосфопротеїнів. 
Задіяний у такому біологічному процесі, як альтернативний сплайсинг. 